# Enrico II d'Inghilterra
Enrico II Plantageneto (Le Mans, 5 marzo 1133 – Chinon, 6 luglio 1189) è stato duca di Normandia dal 1150, conte d'Angiò e del Maine dal 1151, duca consorte del ducato d'Aquitania, e del ducato di Guascogna dal 1152, e infine re d'Inghilterra dal 19 dicembre 1154 fino alla morte; come regnante inglese ebbe anche autorità su alcune regioni in Galles, Scozia e Irlanda orientale.
Fu il primo re della dinastia plantageneta (o angioina) ed ebbe diversi soprannomi. Era figlio di Goffredo il Bello o Plantageneto, conte di Angiò e del Maine e futuro duca di Normandia, e dell'erede al trono d'Inghilterra e al ducato di Normandia, Matilde d'Inghilterra. In seguito al discusso regno di Stefano il regno di Enrico vide un efficiente rafforzamento e su di lui si è consolidato il positivo giudizio degli storici. "Uomo fiero, energico, instancabile, Enrico fu un intellettuale che seppe utilizzare la cultura europea del suo tempo e le dottrine giuridiche nate nelle Università italiane per dare al suo regno un sistema giudiziario e amministrativo molto avanzato ai suoi giorni e che costituì la base per le riforme costituzionali d'avanguardia che seguirono dopo la sua morte nel 1189". Proprio lui, "di nascita e di lingua francese", è "da considerare uno dei più grandi re inglesi".

## Biografia

### Infanzia e giovinezza
Nacque il 5 marzo 1133 a Le Mans, dall'unione di Matilde, figlia ed erede del re d'Inghilterra, Enrico I, con il suo secondo marito, il conte d'Angiò e del Maine, Goffredo il Bello, detto Plantageneto. Con la sua nascita Enrico (battezzato con il nome del nonno) poneva la questione della successione al riparo da ogni polemica.
Sua madre nel 1135 si oppose all'incoronazione a re d'Inghilterra di suo cugino, Stefano di Blois, adducendo il giuramento preteso da suo padre. Tentò di fare ricorso al papa Innocenzo II per il giuramento violato; ma dopo circa due anni il papa, influenzato dal potente arcivescovo di Winchester Enrico di Blois, fratello di Stefano, ritenne il giuramento nullo in quanto la clausola sul consenso della nobiltà al matrimonio era stata violata. Si aprì dunque in Inghilterra un periodo di guerre e contese, conosciuto come l'“Anarchia (o guerra civile) inglese”. All'età di nove anni venne portato in Inghilterra da Roberto di Gloucester, figlio illegittimo del re Enrico I, e dunque suo zio, per ricevere un anno di educazione da Mattew di Bristol. Nel 1144 suo padre Goffredo Plantageneto conquistò definitivamente la Normandia e venne riconosciuto duca di Normandia.
La guerra civile tra sua madre e Stefano di Blois proseguì senza risultati fino alla morte per malattia di Roberto di Gloucester nel 1147. L'anno successivo Matilde cedette i propri diritti al primogenito Enrico Plantageneto e fece ritorno in Normandia, perché senza il fratellastro non sarebbe stata in grado di comandare le truppe.
Quindi, a sedici anni, Enrico lasciò di nuovo l'Angiò per recarsi in Inghilterra e proseguire la disputa con Stefano per il trono inglese (1149). Nel 1150, appena Enrico raggiunse l'età di diciassette anni, suo padre Goffredo abdicò a suo favore dal ducato di Normandia, mantenendo i titoli di Angiò e Maine.
Nel 1151, nel mese di giugno, il figlio di Stefano di Blois, l'erede al trono inglese, il conte di Boulogne, Eustachio IV, alleatosi con il cognato, il re di Francia Luigi VII, attaccò il Caux (la zona dell'Alta Normandia compresa tra la Senna e il mare), dove riuscirono a sconfiggere Enrico e suo padre Goffredo e proseguendo nella loro azione, in luglio, giunsero a Sées, che fu messa a fuoco. Nel mese di agosto, mentre si preparavano a rientrare in Normandia con un nuovo e più grande esercito, Luigi VII si ammalò e le operazioni furono sospese.
Suo padre Goffredo morì all'improvviso, il 7 settembre 1151, a Château-du-Loir (nel Maine, attuale dipartimento de Sarthe), non ancora quarantenne, per via di una febbre che lo colpì dopo avere fatto un bagno nella Loira. Gli successe, nella contea del Maine, il fratello Elia II del Maine, liberato dalla prigionia, e nella contea d'Angiò, Enrico, già duca di Normandia. Dopo pochi mesi, alla morte di Elia II, Enrico ereditò anche il Maine.
Nel 1152 Eustachio ancora una volta accorse a sostenere il re di Francia nella sua lotta contro Enrico, duca di Normandia e conte d'Angiò, ma anche questa volta il re Luigi VII non riuscì a sconfiggere Enrico e in agosto accettò una tregua, che permise poi a Enrico di portare la guerra in Inghilterra contro il padre di Eustachio, il re Stefano. Nel 1152 su consiglio della madre Matilde sposò Eleonora d'Aquitania, non appena fu dichiarato nullo il matrimonio di lei con il re di Francia Luigi VII.

### Il matrimonio con Eleonora d'Aquitania, l'incoronazione e il rapporto con Luigi VII
Il 18 maggio 1152 Enrico sposò Eleonora, di undici anni più vecchia e precedentemente sposata con il re di Francia Luigi VII, la quale gli portò in dote vasti territori in suolo francese: il ducato d'Aquitania e il ducato di Guascogna, che si andarono ad aggiungere alla Normandia, l'Angiò e il Maine già controllati da Enrico. Eleonora era anche pretendente alla contea di Tolosa. Secondo le cronache dell'epoca la cerimonia avvenne senza alcuno sfarzo.
Enrico tornò in Inghilterra pochi mesi dopo il matrimonio, liberando Wallingford a cui Stefano aveva messo l'assedio e subito dopo fu conclusa una tregua. E proprio mentre Enrico aveva ottenuto una tregua da Stefano Eustachio IV di Boulogne morì all'improvviso a Bury St Edmunds il 17 agosto del 1153, mentre proprio lo stesso giorno nacque il primo figlio maschio di Enrico. Stefano, che circa un anno prima aveva perso la moglie, la devota Matilde di Boulogne, si sentì vecchio e stanco, senza più voglia di continuare la lotta per conto del secondo figlio, Guglielmo I di Boulogne. Stefano, con il trattato di Wallingford, riconobbe come proprio successore Enrico Plantageneto al posto del figlio, Guglielmo. Per la Pasqua del 1154 Enrico rientrò in Normandia e, come pattuito, alla morte di Stefano (ottobre 1154), a dicembre fu incoronato re d'Inghilterra.
Nel 1159 Enrico invase la contea di Tolosa per conto di Eleonora che era pretendente alla contea, appellandosi ai diritti ereditari della nonna Filippa di Tolosa e poi del padre, Guglielmo X d'Aquitania; Enrico arrivò a Tolosa e la cinse d'assedio quando Luigi VII intervenne, con parte delle sue truppe e si asserragliò nella città, con il conte Raimondo V di Tolosa. Enrico non osò continuare l'assedio al suo signore, il re di Francia, e rientrò in Normandia. Fu firmata una tregua e poi la pace (1160).
Enrico II allora fece sposare suo figlio Enrico il Giovane con Margherita, la figlia del re Luigi VII di Francia e della seconda moglie Costanza di Castiglia. Il matrimonio avvenne il 2 novembre 1160, quando i bambini avevano rispettivamente cinque e due anni, ed era stato anticipato da Enrico II allo scopo di prendere il controllo della dote di Margherita, i castelli strategicamente importanti della regione del Vexin normanno, tra la Normandia e Parigi.
Quando Thomas Becket, arcivescovo di Canterbury, alla fine del 1164, fuggì dall'Inghilterra e trovò rifugio in Francia Enrico II, in una lettera di protesta a Luigi VII, gli chiese perché dava rifugio all'ex arcivescovo di Canterbury appellandosi a una clausola del trattato del 1162, che impegnava i due sovrani a non accogliere sudditi ribelli all'altro sovrano. Luigi rispose che Thomas era sempre vescovo di Canterbury e l'avrebbe accolto; il contrasto portò a una guerra che fu solo di frontiera e che, con diverse tregue, durò dal 1167 al 1169. Il 16 gennaio 1169 i due sovrani si incontrarono a Montmirail, sul confine del Maine. Enrico si tenne il Vexin di cui si era appropriato e in cambio i figli Enrico il Giovane e Riccardo, prestarono omaggio a Luigi rispettivamente per Normandia, Bretagna, Maine e Angiò il primo e per l'Aquitania il secondo. Il caso di Thomas Becket rimase aperto e fu risolto solo dopo parecchi mesi.
La notoria relazione di Enrico con Rosamund Clifford, la "bella Rosamunda" della leggenda, probabilmente ebbe inizio nel 1165, durante una delle sue campagne gallesi, e continuò fino alla morte di lei nel 1176. Comunque non fu solo nel 1173, attorno all'epoca della sua rottura politica con Eleonora, quando iniziò le trattative per un eventuale divorzio, che Enrico riconobbe Rosamunda come sua amante. Nello stesso tempo, dal 1169, a seguito della pace di Montmirail aveva la custodia della novenne Adele, figlia del re Luigi VII di Francia, promessa al figlio Riccardo. Enrico fece di questa fanciulla la sua concubina in una relazione che continuò per alcuni anni e apparentemente ebbe da lei un figlio illegittimo.
Infine, nel 1177, poco prima che il re di Francia Luigi VII morisse, Enrico II, oltre che discutere delle loro controversie sul Vexin, il Berry e l'Alvernia, propose al re di Francia di partire assieme per la Terra santa, per portare aiuto al regno di Gerusalemme che si trovava in difficoltà. E quando, nel 1185, gli fu offerto il regno da salvare dall'imminente caduta, Enrico declinò l'invito perché i problemi di Inghilterra, Normandia, Angiò e Aquitania per lui erano più urgenti, e assolse il suo impegno con la crociate facendo costruire delle chiese.
Durante il suo regno Enrico II divenne effettivamente più potente del re di Francia, con un impero (l'Impero angioino) che si allungava dal Solway Firth fino al mar Mediterraneo e dal Somme ai Pirenei. Come re d'Inghilterra, oltre al Galles e alla Scozia estese il suo protettorato all'Irlanda. Mantenne buoni rapporti, oltre che con Guglielmo II di Sicilia, sovrano di origine normanna, con l'imperatore di Bisanzio, Manuele I Comneno.

### Riforme civili e finanziarie
Durante il regno di Stefano i baroni inglesi avevano sovvertito gli affari di stato per minare il controllo del monarca sul reame; Enrico II vide come suo primo compito quello di ribaltare questo spostamento di potere. Per esempio Enrico fece abbattere i castelli che i baroni avevano fatto costruire senza autorizzazione durante il regno di Stefano mentre lo scutagium, un tributo pagato dai vassalli in sostituzione del servizio militare, divenne entro il 1159 una caratteristica centrale del sistema militare del re. La gestione delle registrazioni migliorò notevolmente, allo scopo di ottimizzare la riscossione di questa tassa.
Enrico agevolò i commerci e già nel, 1157, offrì protezione ai commercianti provenienti da diverse città della Vestfalia e da Colonia per fondare e fare prosperare la loro hansa di Londra.
Enrico II fondò corti in diverse parti d'Inghilterra e per primo istituì la pratica reale di concedere ai magistrati il potere di prendere decisioni legali su un'ampia gamma di questioni civili nel nome della Corona e con l'Assise di Clarendon (1166), il processo giudiziario divenne la norma. Fin dalla conquista normanna, i processi davanti a un giudice erano stati in gran parte rimpiazzati dall'ordalia o "duello di Dio" o Giudizio di Dio (che la legge inglese non abolì fino al 1819). La garanzia della giustizia e la sicurezza del territorio vennero ulteriormente rinforzate nel 1176 con l'Assise di Northampton, sviluppata sui precedenti accordi di Clarendon. Questa riforma si rivelò uno dei principali contributi di Enrico alla storia sociale dell'Inghilterra. Il suo regno vide anche la produzione del primo manuale legale scritto, che fornì le basi per l'odierna Common Law.

### Politica matrimoniale e alleanze
Per migliorare i suoi rapporti con l'imperatore Federico Barbarossa Enrico nel 1168 diede in moglie la sua figlia primogenita Matilde (1156-1189) al cugino di Federico, il duca di Baviera e di Sassonia Enrico il Leone (1130-1195).
Per migliorare i rapporti con il regno di Castiglia, che si trovava abbastanza vicino al ducato di Guascogna, la figlia secondogenita Eleonora (1161-1214) sposò nel 1170 Alfonso VIII di Castiglia (1155-1214).
Nel 1173, ristabilita la pace con il conte di Tolosa Raimondo V, Enrico in un incontro a Montferrand con i principi meridionali riuscì a combinare il matrimonio di suo figlio Giovanni Senza Terra di sei anni con Alice (o Agnese), figlia del conte di Savoia Umberto III, che avrebbe garantito a Giovanni il controllo dei passi alpini e il diritto di successione in Savoia. Il contratto però non fu mai onorato, per la morte della ragazza nel 1174.
Durante la disputa con Thomas Becket Enrico II entrò in contatto con il re di Sicilia Guglielmo II (1153-1189), che, nel 1177, sposò la figlia più giovane di Enrico, Giovanna (1165 - 1216), migliorando notevolmente i rapporti tra i due stati di origine normanna.

### Il conflitto con Thomas Becket

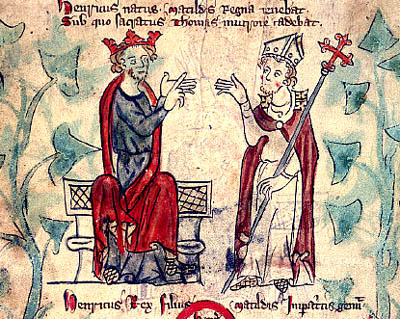
Rappresentazione di una disputa fra Enrico II e Tommaso Becket

Come conseguenza dei miglioramenti nel sistema legale, sfociato nell'assise di Clarendon, il potere delle corti ecclesiastiche svanì. La chiesa si oppose a ciò, e trovò il suo portavoce più veemente in Tommaso Becket, l'Arcivescovo di Canterbury, precedentemente stretto amico di Enrico e suo Cancelliere, sino al 1162, avendo più potere di Richard de Luci, detto il Leale, Gran Giustiziere d'Inghilterra dal 1154 al 1179. Enrico aveva nominato Becket, pare riluttante, nel 1162 (il predecessore Teobaldo era morto, nell'aprile del 1161), proprio perché voleva evitare conflitti.
Il conflitto iniziò per una disputa sul caso in cui una corte secolare avrebbe potuto processare un ecclesiastico che avesse commesso un reato. Enrico tentò di assoggettare Becket e gli altri prelati facendogli giurare di obbedire ai "costumi del reame", ma la controversia si sviluppò attorno a cosa costituisse tali costumi, e la chiesa, nel concilio di Westminster (ottobre 1163) si mostrò riluttante a sottomettersi. Prima della fine di quell'anno Enrico ottenne che diversi vescovi rivedessero le loro posizioni e, alla fine, intervenne anche il papa Alessandro III, a convincere lo stesso Becket, che promise il suo assenso alle consuetudini (le approvò con la riserva salvo ordine nostro et jure Ecclesiae). Al concilio di Clarendon, vicino a Salisbury, (gennaio 1164), Becket approvò le consuetudini, ma quando dovette porre la firma sullo scritto che le codificava si rifiutò di firmarle, non condividendo alcuni dei sedici articoli delle Costituzioni di Clarendon.
A seguito di un acceso scambio alla corte di Enrico, Becket lasciò l'Inghilterra per la Francia, il 2 novembre 1164, per sollecitare di persona l'appoggio di Papa Alessandro III, che si trovava in esilio in Francia a causa di dissensi tra il collegio dei cardinali e il re Luigi VII di Francia. A causa della sua posizione precaria, Alessandro restò neutrale nel dibattito, anche se Becket rimase in esilio sotto la protezione di Luigi e del papa Alessandro, che profuse molte energie nel sostenere Becket, campione dei privilegi clericali, fino al 1170. Dopo una riconciliazione tra Enrico e Thomas, a Fréteval in Normandia, il 22 luglio 1170, Becket fece ritorno in Inghilterra, il 1º dicembre di quell'anno. Becket si confrontò di nuovo con Enrico, questa volta circa l'incoronazione di Enrico il Giovane fatta dal suo avversario, il vescovo di York Ruggero.
Enrico promise di riparare all'offesa, ma rifiutò di dargli il bacio della pace; Becket chiese di sospendere tutti i prelati che avevano preso parte all'incoronazione e il giorno di Natale, nella chiesa di Canterbury denunciò tutti i suoi nemici, specialmente quelli che avevano approfittato della sua assenza. La molto citata, ma probabilmente apocrifa frase di Enrico II riecheggia nei secoli: "Chi mi libererà da questi preti turbolenti?" Anche se i violenti attacchi di Enrico contro Becket nel corso degli anni sono ben documentati, questa volta quattro dei suoi cavalieri, Reginald FitzUrse, Richard le Breton, Guglielmo di Tracy e Ugo di Morville, presero il re alla lettera (in quanto egli avrebbe voluto ciò, anche se in seguito negò) e si recarono immediatamente in Inghilterra, dove assassinarono Becket nella cattedrale di Canterbury, durante gli uffici divini, il 29 dicembre 1170.
L'arcivescovo di Sens, il 25 gennaio 1171, pubblicò l'interdetto contro gli Stati di Enrico II, a cui fu proibito l'ingresso in chiesa, e inoltre i vescovi che si erano ribellati a Tommaso Becket, vennero scomunicati. Papa Alessandro, in aprile, confermò le condanne. Il 21 maggio 1172, ad Avranches, Enrico II ricevette l'assoluzione dai legati papali.
Come parte della penitenza per la morte di Becket Enrico accettò di inviare denaro agli Stati crociati in Palestina, che i Cavalieri Ospitalieri e i Templari avrebbero difeso fino al momento in cui Enrico vi fosse giunto, per impiegarli in un suo pellegrinaggio o in una crociata. Enrico ritardò la sua crociata per molti anni e, alla fine, non partì mai, nonostante una visita da parte del Patriarca di Gerusalemme e arcivescovo di Cesarea, Eraclio, nel 1184, e l'offerta della corona del regno di Gerusalemme. Nel 1188 introdusse la Decima del Saladino per pagare una nuova crociata: il cronista Giraldus Cambrensis suggerì che la sua morte fu una punizione divina per la tassa mirante a raccogliere denari per una fallita crociata per la riconquista di Gerusalemme, che era caduta nelle mani di Saladino nel 1187.

### Intervento in Irlanda
Dopo l'assassinio di Thomas Becket Enrico intervenne in Irlanda come aveva progettato nel 1155. L'Irlanda era un regno in cui il re aveva una supremazia solo nominale ed era divisa in cinque circoscrizioni, Ulster, Munster, Leinster, Connaught e Meath, con i propri re sempre in guerra tra loro, quindi con i confini delle circoscrizioni sempre mutevoli; inoltre vi erano alcuni insediamenti scandinavi (Vichinghi) lungo le coste: Dublino, Limerick, Waterford e Wexford, con cui gli irlandesi commerciavano. Enrico aveva permesso ad alcuni suoi sudditi, guidati dal conte di Pembroke Riccardo di Clare, soprannominato Strongbow (arco forte), di aiutare il re di Leinster in esilio, Dermot MacMurrough, a riconquistare il suo regno di Leinster, ma Strongbow aveva sposato nel 1170 la figlia di Dermot, Eva MacMurrough e nel 1171, alla morte di Dermot, Enrico dovette intervenire per impedire che un suo suddito divenisse re d'Irlanda. Strongbow andò incontro a Enrico e in Galles fu raggiunto l'accordo: Strongbow lasciava il controllo dei porti del suo regno a Enrico che lo omaggiò come re di Leister. Dopodiché Enrico si recò in Irlanda e vi rimase circa sei mesi, dove ricevette l'omaggio di molti capi irlandesi e organizzò un concilio della Chiesa irlandese a Cashel, autorizzando una riforma ecclesiastica che gli valse un riconoscimento della Chiesa stessa, che da quel momento fu sempre dalla sua parte. Il paese, non conquistato, fu governato da avventurieri inglesi a cui furono contrapposti capi indigeni e quando nel 1185 Enrico cercò di conquistarlo, affidando una grande spedizione al figlio, Giovanni Senza Terra, incorse in un colossale fallimento.

### Figli e conflitto per la successione

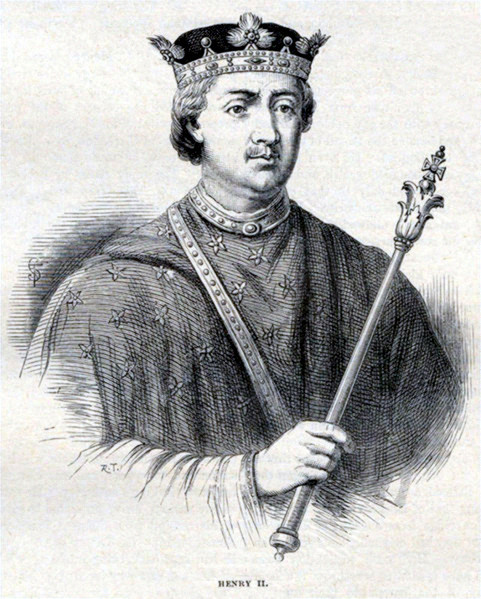
Enrico II d'Inghilterra, illustrazione dalla storia d'Inghilterra di Cassell (1902)

Il primogenito di Enrico, Guglielmo, conte di Poitiers, era morto nell'infanzia. Nel 1170 il figlio quindicenne di Enrico ed Eleonora, anch'egli chiamato Enrico, venne incoronato re, ma non governò mai realmente e non compare nella lista dei monarchi d'Inghilterra; egli divenne noto come Enrico il Giovane, per distinguerlo dal nipote Enrico III d'Inghilterra.
Il tentativo di Enrico II di dividere i suoi titoli tra i figli, ma di mantenere il potere a essi associato, provocò il tentativo di questi ultimi di prendere il controllo delle terre a essi assegnate ed Enrico il Giovane, debole di carattere e mal consigliato si rifiutò di accettare una nuova suddivisione dell'eredità paterna e si recò a Parigi, da dove, su consiglio del re di Francia Luigi VII, lanciò accuse e calunnie contro il proprio padre, il re Enrico II; quindi si recò segretamente in Aquitania, dove i fratelli Riccardo e Goffredo vivevano alla corte di Poitiers presso la madre; Enrico il Giovane incitò i fratelli, sembra con il consenso della madre, a unirsi a lui nella ribellione. Eleonora poi spinse i suoi vassalli Aquitani e Guasconi a unirsi ai suoi figli. La relazione tra Enrico ed Eleonora, era stata sempre difficile ma, dopo che Eleonora aveva incoraggiato i figli a ribellarsi, Enrico, catturatala sulla via di Parigi, la rinchiuse in prigione, dove rimase per circa sedici anni, a Rouen, a Winchester e infine a Sarum.
La Rivolta del 1173-1174, che agli occhi di Enrico equivaleva al tradimento, venne domata, i tre figli gli resero omaggio ed Enrico il Giovane ricevette una rendita adeguata dal padre, ma dovette rinunciare a partecipare al governo sia del regno sia dei feudi francesi, pur mantenendo i titoli. I due figli guerrieri, Riccardo e Goffredo, furono inviati nei loro feudi, rispettivamente in Aquitania e Bretagna, dove diedero prova della loro capacità di combattere e governare. Goffredo, nel 1181, sposò Costanza di Bretagna, l'erede del ducato di Bretagna.
Enrico il giovane morì nel 1183. Goffredo morì calpestato da un cavallo (1158—1186). Il terzo figlio di Enrico, Riccardo Cuor di Leone (1157—1199), alleato di Filippo II Augusto di Francia, attaccò e sconfisse Enrico il 4 luglio 1189, a Ballans, in Aquitania; Enrico morì nel castello di Chinon il 6 luglio 1189 e oggi giace nell'Abbazia di Fontevraud, vicino Chinon e Saumur nella regione dell'Angiò. Il figlio illegittimo di Enrico, Goffredo, restò con lui tutto il tempo e fu l'unico figlio a essere presente alla morte di Enrico.
Riccardo Cuor di Leone diventò allora re d'Inghilterra, e, alla sua morte, gli succedette Giovanni, il figlio più giovane di Enrico II, trascurando i reclami di Arturo ed Eleonora di Bretagna, figli di Goffredo, il quartogenito di Enrico II.

## L'aspetto fisico
Pierre de Blois lasciò una descrizione di Enrico II nel 1177: "...il re ha avuto finora i capelli di colore rosso, salvo che con l'arrivare a tarda età i capelli grigi si alternano con quel colore. La sua altezza è media, cosicché non appaia grande ai piccoli né piccolo ai grandi... gambe storte, grande torace, e i compagni d'arme lo ritengono un uomo forte, agile e ardito... non si siede mai, a meno che non mangi o monti un cavallo... In un solo giorno, se necessario, può fare l'equivalente di quattro-cinque giorni di marcia scombinando così i piani dei suoi nemici, schernisce frequentemente i piani con i suoi arrivi a sorpresa... Nelle sue mani c'è sempre l'arco, la spada, la lancia e le frecce, a meno che non sia a dormire o abbia in mano un libro".

## Discendenza
Enrico da Eleonora ebbe otto figli:
- Guglielmo (1153-1156) IX Conte di Poitiers (titolo cedutogli alla nascita dalla madre)
- Enrico (1155-1183), incoronato re d'Inghilterra nel 1170, ma non ebbe mai un effettivo potere; sposò Margherita, figlia di Luigi VII di Francia.
- Matilde (1156-1189), sposò nel 1168 il duca di Baviera e di Sassonia Enrico il Leone (1130-1195).
- Riccardo (1157-1199), re d'Inghilterra.
- Goffredo (1158-1186), duca di Bretagna, sposò, nel 1181, Costanza di Richemont (?-1201).
- Eleonora (1161-1214), sposò, nel 1177, Alfonso VIII di Castiglia (1155-1214).
- Giovanna (1165-1199), sposò, nel 1176, il re di Sicilia, Guglielmo II (1166-1189) e in seconde nozze, il conte di Tolosa Raimondo V (1134-1194); vedova per la seconda volta, si ritirò nell'abbazia di Fontevrault e ne divenne badessa.
- Giovanni Senza Terra (1166-1216), re d'Inghilterra.

Enrico ebbe anche diversi figli illegittimi da altre donne ed Eleonora vide diversi di questi allevati nella corte reale assieme ai suoi. Alcuni rimasero a fare parte della famiglia anche in età adulta. Tra questi ci furono Guglielmo Longespée, III conte di Salisbury, la cui madre era Ida, Contessa di Norfolk; Goffredo, arcivescovo di York, figlio di una donna di nome Ykenai; Morgan, Vescovo di Durham; e Matilda, Badessa di Barking.

## Stemma reale

Stemma reale di Enrico II

Lo stemma reale di Enrico II è rosso con un leone rampante (sfondo rosso con un leone d'oro alzato sulle zampe posteriori).

## Ascendenza
|                         |                           |                            | Genitori                            |  |  | Nonni |  |  | Bisnonni         |  |  | Trisnonni               |  |
|                         |                           |                            |                                     |  |  |       |  |  | Folco IV d'Angiò |  |  | Goffredo II di Gâtinais |  |
|                         |                           |                            |                                     |  |  |       |  |  | Folco IV d'Angiò |  |  | Goffredo II di Gâtinais |  |
|                         |                           | Ermengarde d'Angiò         |                                     |  |  |       |  |  | Folco IV d'Angiò |  |  |                         |  |
| Folco V d'Angiò         |                           |                            |                                     |  |  |       |  |  | Folco IV d'Angiò |  |  |                         |  |
|                         |                           | Bertrada di Montfort       | Simon I de Montfort                 |  |  |       |  |  |                  |  |  |                         |  |
|                         |                           | Bertrada di Montfort       | Simon I de Montfort                 |  |  |       |  |  |                  |  |  |                         |  |
|                         |                           | Bertrada di Montfort       | Agnese d'Évreux                     |  |  |       |  |  |                  |  |  |                         |  |
| Goffredo V d'Angiò      |                           | Bertrada di Montfort       |                                     |  |  |       |  |  |                  |  |  |                         |  |
|                         |                           | Elia I del Maine           | John de Beaugency                   |  |  |       |  |  |                  |  |  |                         |  |
|                         |                           | Elia I del Maine           | John de Beaugency                   |  |  |       |  |  |                  |  |  |                         |  |
|                         |                           | Elia I del Maine           | Paule del Maine                     |  |  |       |  |  |                  |  |  |                         |  |
| Eremburga del Maine     |                           | Elia I del Maine           |                                     |  |  |       |  |  |                  |  |  |                         |  |
|                         |                           | Matilda di Château-du-Loir | Gervais II, Lord di Château-du-Loir |  |  |       |  |  |                  |  |  |                         |  |
|                         |                           | Matilda di Château-du-Loir | Gervais II, Lord di Château-du-Loir |  |  |       |  |  |                  |  |  |                         |  |
|                         |                           | Matilda di Château-du-Loir | Éremburge                           |  |  |       |  |  |                  |  |  |                         |  |
| Enrico II d'Inghilterra |                           | Matilda di Château-du-Loir |                                     |  |  |       |  |  |                  |  |  |                         |  |
|                         | Guglielmo I d'Inghilterra | Roberto I di Normandia     |                                     |  |  |       |  |  |                  |  |  |                         |  |
|                         | Guglielmo I d'Inghilterra | Roberto I di Normandia     |                                     |  |  |       |  |  |                  |  |  |                         |  |
|                         | Guglielmo I d'Inghilterra | Herleva                    |                                     |  |  |       |  |  |                  |  |  |                         |  |
| Enrico I d'Inghilterra  | Guglielmo I d'Inghilterra |                            |                                     |  |  |       |  |  |                  |  |  |                         |  |
|                         |                           | Matilde delle Fiandre      | Baldovino V di Fiandra              |  |  |       |  |  |                  |  |  |                         |  |
|                         |                           | Matilde delle Fiandre      | Baldovino V di Fiandra              |  |  |       |  |  |                  |  |  |                         |  |
|                         |                           | Matilde delle Fiandre      | Adele di Francia                    |  |  |       |  |  |                  |  |  |                         |  |
| Matilda d'Inghilterra   |                           | Matilde delle Fiandre      |                                     |  |  |       |  |  |                  |  |  |                         |  |
|                         |                           | Malcolm III di Scozia      | Duncan I di Scozia                  |  |  |       |  |  |                  |  |  |                         |  |
|                         |                           | Malcolm III di Scozia      | Duncan I di Scozia                  |  |  |       |  |  |                  |  |  |                         |  |
|                         |                           | Malcolm III di Scozia      | Suthen                              |  |  |       |  |  |                  |  |  |                         |  |
| Matilde di Scozia       |                           | Malcolm III di Scozia      |                                     |  |  |       |  |  |                  |  |  |                         |  |
|                         |                           | Margaret di Scozia         | Edoardo l'Esiliato                  |  |  |       |  |  |                  |  |  |                         |  |
|                         |                           | Margaret di Scozia         | Edoardo l'Esiliato                  |  |  |       |  |  |                  |  |  |                         |  |
|                         |                           | Margaret di Scozia         | Agata di Kiev                       |  |  |       |  |  |                  |  |  |                         |  |
|                         |                           | Margaret di Scozia         |                                     |  |  |       |  |  |                  |  |  |                         |  |

## Nella cultura di massa
Nella cultura popolare la figura di Enrico II è legata soprattutto a due drammi di grande successo: Becket e il suo re di Jean Anouilh, in cui appare prima come amico e poi antagonista del santo arcivescovo, e Il leone d’inverno di James Goldman, che descrive la sua tormentata vita famigliare. Nel primo dramma è stato interpretato sulle scene, fra gli altri, da Anthony Quinn, Christopher Plummer (che sostituì Peter O'Toole, inizialmente ingaggiato per la parte) e Gino Cervi; nel secondo da Robert Preston, Andrea Giordana e Patrick Stewart (in una versione televisiva del 2003). Peter O'Toole interpretò magistralmente Enrico II nelle versioni cinematografiche di tutti e due i drammi (Becket e il suo re, Il leone d'inverno); anche se nel secondo film era molto più giovane del sovrano al momento degli avvenimenti narrati, entrambe le sue interpretazioni gli valsero la candidatura al Premio Oscar e sono considerate le sue prove migliori, dopo quella di Lawrence d’Arabia.